# 사브르
사브르(프랑스어: sabre), 또는 기병도(騎兵刀), 세이버(영어: saber)는 유럽의 기병이 사용하는 검이다. 따라서 그 특성상 한 손으로 다룰 수 있도록 가볍게 그리고 가능한 한 길게 만들어졌다. 사브르의 특징은 한쪽 날이며 완만하게 구부러졌다는 점인데, 용도에 따라서 조금씩 모양이 다르다. 일반적으로 전체 길이는 0.7~1.2미터, 무게는 1.7~2.4킬로그램으로 종류가 다양해 전 세계의 군대에서 사용되었다. 사브르는 칼날뿐만 아니라 다양한 손잡이 모양, 십자형의 가드와 너클 보우 등이 특징이다. 또한 손잡이도 새끼손가락 부분으로 갈수록 곡선형을 이루고 있다.
칼날 부분의 모양을 살펴보면 직선, 반곡선, 완전한 곡선 세 종류가 있다. 이는 찌를 것인지, 벨 것인지 아니면 이 두 가지를 겸할 것인지에 따라, 즉 사용 목적에 맞도록 만든 것이다. 이 중에서 가장 사용하기 좋은 반곡선 모양의 사브르가 가장 많았다. 유럽에서는 17세기부터 20세기 초까지 비교적 오랫동안 사용되었고, 명칭은 다르지만 군용 검 중에 이와 모양이 유사한 검을 많이 찾아볼 수 있다.

## 역사
사브르의 기원은 슬라브계의 헝가리인이 사용했던 검으로, 그들은 이것을 중근동에서 사용했던 곡선형의 검을 차용했다고 한다. 하지만 중근동 사람들 역시 중앙아시아에서 온 유목 민족으로부터 도입했으며, 그 기원은 9세기까지 거슬러 올라간다.
사브르가 유럽에서 처음으로 사용된 것은 16세기경 스위스에서였는데, 그들은 사브르를 슈바이쩌제블(Schweizersäbel)이라고 불렀으며, 바스타드 소드의 일종으로 여겼다. 이 검은 칼날 부분의 3분의 1이 양쪽 날이고, 나머지는 한쪽 날이라는 독특한 특징을 지니고 있다. 이 날은 의사도(擬似刀, false edge)라고 불렸으며 찌르기 전법에서도 사용할 수 있도록 고안된 것이다.
스위스의 사브르는 길고 완만하게 구부러져 있으며 의사도 모양이 많았는데, 같은 시기 독일에 유입된 사브르는 독자적으로 발전해 나갔다. 독일 사브르의 특징은 긴 막대기 모양의 가드와 여기에 연결되는 너클 보우(활 모양의 주먹 보호 부분)이고, 16세기 말에는 주먹을 온전히 보호할 수 있을 정도로 거대한 바구니 모양의 손가락 보호 부분도 생겨났다. 이는 특히 독일을 통해 인접 국가인 북유럽의 여러 나라에도 전파되었다. 당시 이 모양의 사브르는 싱클레어 사브르란 별명으로 불렸다. 이 모양은 스코틀랜드식이라고 불리던 바구니 모양의 손잡이며, 그 중 브로드 소드의 손잡이가 유명하다.

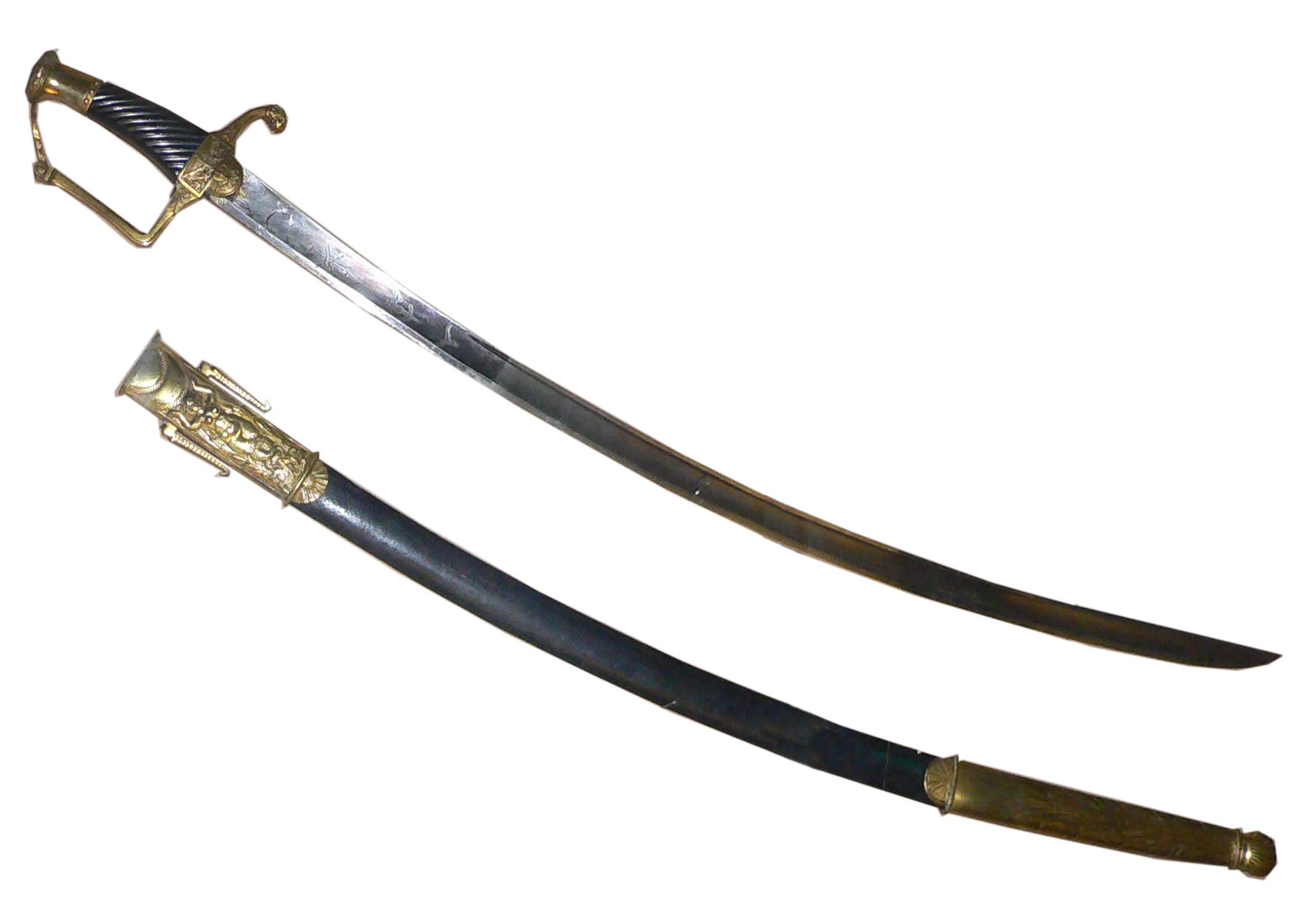

16세기 이후 인기를 얻게 된 사브르는 독일의 펜싱 학교에 도입된 뒤 차츰 발전하여 현재 펜싱 종목의 하나로 알려지기에 이르렀지만, 검의 모양이 다앙하여 찌르기와 베기 그리고 두 가지 겸용 등으로 사용되었다. 사브르의 장점은 이런 다목적에 대응할 수 있는 검이라는 점이다. 18세기 말 나폴레옹 보나파르트의 이집트 원정 결과 칼날 부분과 외형이 페르시아풍으로 바뀐 적도 있었지만, 일시적인 유행 변화를 제외하면 그 모양은 거의 변화없이 통일된 상태로 20세기에 이르기까지 기병 부대의 주요 검으로 계승되어 왔다.

## 같이 보기
- 버펄로 세이버스
- 커틀러스
- 도 (중국)
- 타치
- 시미터
- 사블라
- 마카이로두스아과
- 라이트세이버
- 우미도
- 아르헨티나 세이버